# Mocallichirus mocambiquensis
Mocallichirus mocambiquensis is een tienpotigensoort uit de familie van de Callichiridae. De wetenschappelijke naam van de soort is voor het eerst geldig gepubliceerd in 2004 door Sakai.